# Национальный координационный комитет за демократические перемены
Национальный координационный комитет за демократические перемены (араб. هيئة التنسيق الوطنية لقوى التغيير الديمقراطي‎) — организация сирийской оппозиции, образованная в июне 2011 года 13 левыми партиями, тремя курдскими партиями, а также независимыми политическими и молодёжными активистами.
Среди этих партий — Арабская революционная рабочая партия, Демократический арабский социалистический союз, Коммунистическая партия труда, Арабское социалистическое движение, Марксистская левая ассамблея, Демократическая социалистическая арабская партия БААС (представитель — Ибрагим Махус), «Вместе за свободную и демократическую Сирию», Сирийская демократическая народная партия, Партия сириакского союза и левый курдский Демократический союз (лидер — Салих Муслим Мухаммад).
Председатель комитета — Хасан Абдель Азым, лидер Демократического арабского социалистического союза. Его заместитель и зарубежный координатор — Хейтам Манаа, проживающий в Париже.
Первое заседание Национального координационного комитета за демократические перемены состоялось в сентябре 2011 года в Дохе. В октябре того же года все курдские партии, кроме Демократического союза, вышли из Национального координационного комитета за демократические перемены, чтобы присоединиться к Курдскому национальному совету.
В сентябре 2012 года Национальный координационный комитет за демократические перемены организовал «Сирийскую конференцию спасения» — открытую встречу оппозиционеров в Дамаске, которая была разрешена властями. Принятое участниками заявление призывает:
- к смене режима и упразднению всех его символов, построению гражданского демократического государства;
- к отказу от раскола между суннитами и шиитами;
- к ненасильственному сопротивлению и вместе с тем к признанию Свободной сирийской армии как «одного из компонентов революции»;
- к освобождению сирийской армии от тисков режима;
- к достижению целей революции;
- к защите гражданского населения;
- к демократическому решению «курдского национального вопроса»;
- к сохранению территориальной и социальной целостности Сирии.

Хотя НККДП признал Свободную сирийскую армию 23 сентября 2012 г., ССА и другие основные организации сирийской оппозиции отказываются признавать НККДП, так как считают, что его члены сотрудничают с правительством Башара Асада.
Основные отличия НККДП от других сирийских оппозиционных группировок:
- НККДП выступает строго против иностранного военного вмешательства в сирийский конфликт;
- Позиция НККДП по отношению к вооружённому свержению правительства Сирии является скорее пацифистской.

New York Times считает НККДП «самой умеренной группировкой в сирийской оппозиции». 11 марта 2013 г. делегация НККДП посетила Россию для проведения переговоров с представителями МИД России С. В. Лавровым и М. Л. Богдановым.